# Strada statale 80 del Gran Sasso d'Italia
La strada statale 80 del Gran Sasso d'Italia (SS 80) è un'importante strada statale italiana, compresa interamente nel territorio dell'Abruzzo, che collega il capoluogo regionale a Teramo e alla costa adriatica.
Il tratto centrale, noto come strada maestra del parco, supera Gran Sasso e Monti della Laga attraverso il Passo delle Capannelle ricalcando il percorso originario dell'antica Via Cecilia.

## Storia
Istituita con la legge n. 1094 del 17 maggio 1928, la strada si inserisce nel tratto abruzzese dell'antica via Cecilia che permetteva il collegamento tra Roma e Castrum Novum Piceni (l'odierna Giulianova), costituendo un'alternativa alla via Tiburtina Valeria e alla via Salaria (di cui la Cecilia era una diramazione) che terminavano rispettivamente più a sud e più a nord.
In antichità l'itinerario è stato molto importante per ragioni legate soprattutto alla pastorizia, essendo percorso di transumanza per le greggi che dai pascoli teramani del massiccio del Gran Sasso andavano a svernare nella piana romana; anche l'origine del nome del Passo delle Capannelle, il valico tra i due versanti aquilano e teramano, sarebbe da riferirsi alle capanne utilizzate dai pastori che vi si trovavano a passare.
In seguito al completamento del collegamento autostradale tra L'Aquila e Teramo garantito dall'autostrada A24, la strada ha assunto il ruolo di itinerario turistico.
In seguito all'allungamento della SS80 Racc nel 2006 il tratto dallo svincolo di Teramo est dell'A24 al casello di Mosciano Sant'Angelo dell'A14 è stato declassificato. 

## Percorso

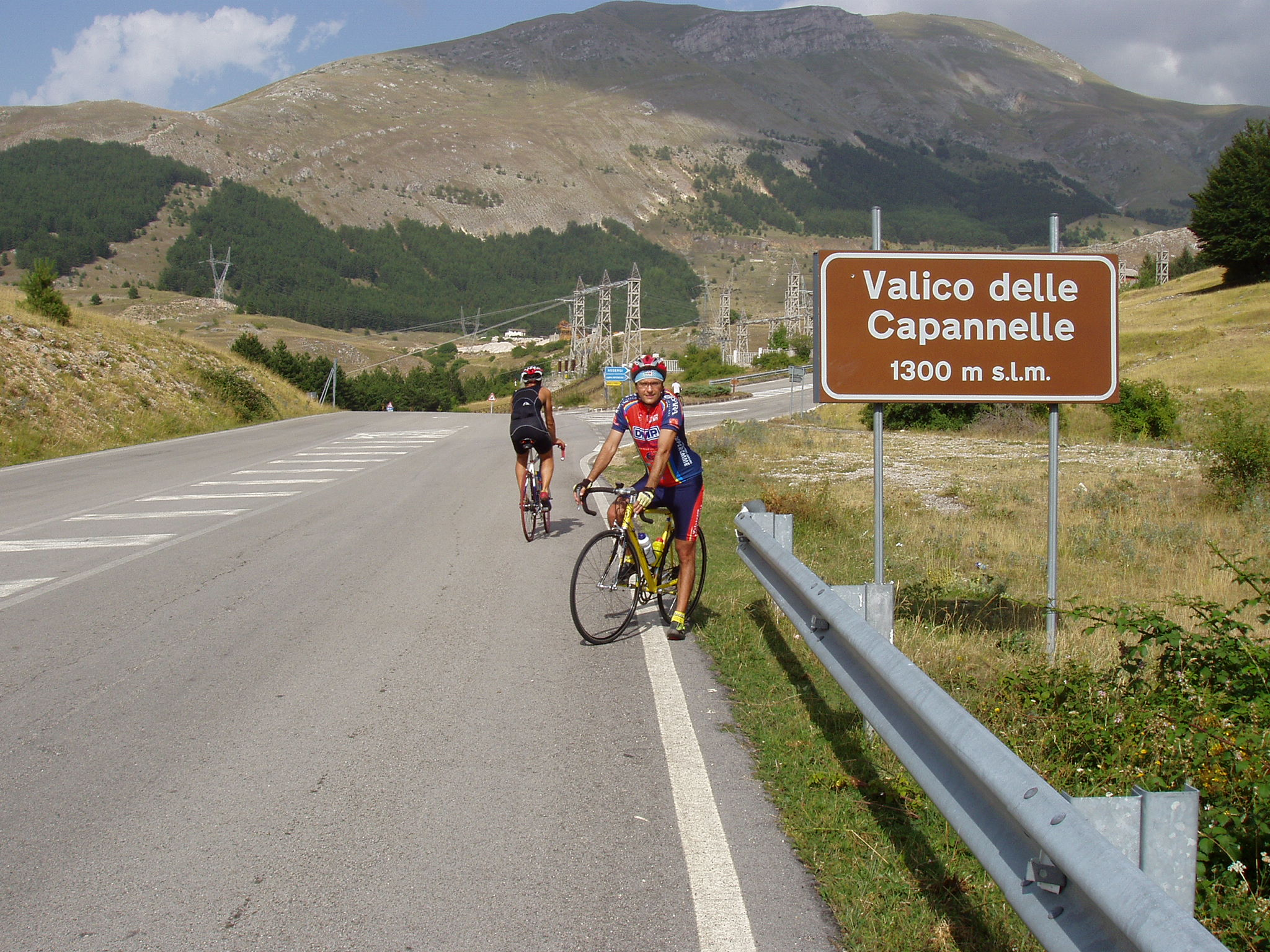
La strada al passo delle Capannelle (sullo sfondo il Monte San Franco)

La strada ha origine dalla periferia occidentale dell'Aquila; da viale Corrado IV (tratto urbano della SS 17) si dirama verso nord-ovest e, superando lo svincolo dell'A24, tocca le frazioni aquilane di Pettino, Cansatessa e San Vittorino sino ad arrivare alla località Cermone. Da qui si dirama la SS 80 dir per Preturo e Scoppito, che ricalca l'antico allacciamento della via Cecilia alla Salaria passando per Antrodoco e Rieti.
Il percorso prosegue verso nord in direzione Arischia e diventa tipicamente montano con l'ingresso nel Parco Nazionale del Gran Sasso e Monti della Laga; a 1299 m s.l.m. si passa il Valico delle Capannelle e si entra nella Valle del Vomano costeggiando il piccolo lago di Provvidenza, importante sito dell'industria idroelettrica connesso al vicino Lago di Campotosto, e la frazione di Campotosto denominata Ortolano.
La strada continua verso est immettendosi nella provincia di Teramo, attraversando i comuni di Crognaleto, Fano Adriano, Montorio al Vomano e Villa Tordinia; da qui l'itienerario torna ad essere pianeggiante sino all'ingresso a Teramo. La città è attraversata da ovest ad est dalla statale 80 che qui rappresenta il collegamento principale tra il centro storico e le frazioni di Colleatterrato, Piano d'Accio e San Nicolò a Tordino. La variante SS 80 var aggira il centro urbano, iniziando il suo percorso diramandosi dalla SS 80 in prossimità della periferia ovest e terminando presso lo svincolo Teramo ovest dell'A24 cui è direttamente collegata.
Superato il tratto urbano teramano la strada attraversa la Valle del Tordino parallela alla ferrovia Teramo-Giulianova e alla superstrada Teramo-mare attraversando Bellante e Notaresco; nei pressi di Mosciano Sant'Angelo è presente lo svincolo Teramo-Giulianova dell'autostrada A14. La strada termina con l'immissione sulla strada statale 16 Adriatica a Giulianova Lido.

## Strada statale 80 dir del Gran Sasso d'Italia
La strada statale 80 dir del Gran Sasso d'Italia, per un periodo classificata come strada regionale 80 dir del Gran Sasso d'Italia, è una diramazione della strada statale 80  che ha inizio in località Cermone e consente il collegamento tra la SS 80 e la strada statale 17 dell'Appennino Abruzzese e Appulo Sannitico a monte del centro urbano dell'Aquila. Il tracciato rettilineo si dirama da nord verso sud toccando il sito archeologico di Amiternum e la frazione aquilana di Preturo. Termina nel bivio di Scoppito.
In seguito al decreto legislativo n. 112 del 1998, dal 2001, la gestione passò dall'ANAS alla regione Abruzzo, che devolvé ulteriormente le competenze alla provincia dell'Aquila. Dal 2018 la tratta stradale è tornata sotto la competenza dell'ANAS.

## Strada Maestra del Parco
Il segmento della strada che attraversa il Parco nazionale del Gran Sasso e Monti della Laga, ovvero il tratto che collega Montorio al Vomano ad Amiternum ricalcando grosso modo il tracciato dell'antica strada romana Via Cecilia, è noto come strada maestra del Parco, ed è stato definito uno dei tratti stradali più belli d'Italia.
Il percorso si sviluppa lungo la valle del Vomano fino al passo delle Capannelle per poi riscendere nel versante aquilano fino alla località archeologica di Amiternum passando nel mezzo tra la catena del Gran Sasso a sud e quella dei monti della Laga a nord.
Numerosi paesi vengono lambiti da questa strada o si trovano nei pressi di essa: Montorio al Vomano, Pietracamela, Fano Adriano, Senarica, Aprati, Tintorale, Cesacastina, Piano Vomano, Nerito, Arischia, Amiternum, il percorso inoltre percorre la valle del Chiarino arriva al lago di Campotosto e le località sciistiche di Prati di Tivo e di Prato Selva.
Attorno ad essa si sviluppa uno degli undici distretti ambientali turistico culturali del Parco nazionale, a cui ha dato il nome. Con la creazione del distretto le vecchie case cantoniere sono state convertite in punti informativi e lungo il percorso sono state create aree di sosta attrezzate.

## Varianti e diramazioni
- Strada statale 80 dir: asta di collegamento tra le SS 80 e SS 17.
- Strada statale 80 var: variante con caratteristiche superstradali che collega la SS 80 all'A24 aggirando il centro urbano di Teramo.
- Strada statale 80 racc di Teramo: variante con caratteristiche superstradali che collega l'A24 all'A14 evitando l'attraversamento di numerosi centri urbani e zone industriali lungo la Valle del Tordino.